# Triposporium
Triposporium is een geslacht van schimmels uit de orde Helotiales. De typesoort is Triposporium elegans.

## Soorten
Volgens Index Fungorum telt het geslacht 22 soorten (peildatum maart 2023):
| Soortnaam                   | Auteur(s)                     | Publicatiejaar |
| --------------------------- | ----------------------------- | -------------- |
| Triposporium aurantii       | Henn.                         | 1902           |
| Triposporium batistae       | J.L. Crane & Dumont           | 1975           |
| Triposporium boydii         | A.L. Sm. & Ramsb.             | 1915           |
| Triposporium commune        | Woron.                        | 1926           |
| Triposporium copaiferum     | Bat., M.L. Farr & Da Matta    | 1959           |
| Triposporium cupaniae       | Gonz. Frag. & Cif.            | 1926           |
| Triposporium cycadicola     | Crous & R.G. Shivas           | 2014           |
| Triposporium elegans        | Corda                         | 1837           |
| Triposporium foliicola      | Gamundí, Aramb. & Giaiotti    | 1978           |
| Triposporium lagerstroemiae | Henn.                         | 1902           |
| Triposporium lambdaseptatum | (Matsush.) Kuthub. & Nawawi   | 1991           |
| Triposporium ledermannii    | Hansf.                        | 1955           |
| Triposporium novoguineense  | Rifai                         | 1972           |
| Triposporium pannosum       | (Berk.) Sacc.                 | 1911           |
| Triposporium patavinum      | Gaja                          | 1911           |
| Triposporium psidii         | Hasija                        | 1967           |
| Triposporium pulchellum     | Höhn.                         | 1929           |
| Triposporium robiniae       | Tschern.                      | 1929           |
| Triposporium stelligerum    | Speg.                         | 1910           |
| Triposporium tenue          | Woron.                        | 1915           |
| Triposporium tranzschelii   | Girz.                         | 1933           |
| Triposporium verruculosum   | R.F. Castañeda, Gené & Guarro | 1996           |